# Balangir
Balangir (o Bolangir) è una suddivisione dell'India, classificata come municipality, di 85.203 abitanti, capoluogo del distretto di Balangir, nello stato federato dell'Orissa. In base al numero di abitanti la città rientra nella classe II (da 50.000 a 99.999 persone).

## Geografia fisica
La città è situata a 20° 43' 0 N e 83° 28' 60 E e ha un'altitudine di 182 m s.l.m..

## Società

### Evoluzione demografica
Al censimento del 2001 la popolazione di Balangir assommava a 85.203 persone, delle quali 44.186 maschi e 41.017 femmine. I bambini di età inferiore o uguale ai sei anni assommavano a 9.158, dei quali 4.760 maschi e 4.398 femmine. Infine, coloro che erano in grado di saper almeno leggere e scrivere erano 62.846, dei quali 35.675 maschi e 27.171 femmine.